# Milan Šel
Milan Šel (* 1940er oder 1950er Jahre unsicher: in Pilsen) ist ein ehemaliger tschechoslowakischer Radrennfahrer, der im Straßenradsport aktiv war.
Šel fuhr für die tschechoslowakische Nationalmannschaft unter anderem die Polen-Rundfahrt 1973, die Österreich-Rundfahrt 1974, den Grand Prix de l’Humanité 1975, die DDR-Rundfahrt 1976 und die Tour de Bohemia 1978. Er konnte sich auf Teilstücken dieser Etappenrennen mehrmals unter den ersten Zehn platzieren. Bei der Österreich-Rundfahrt belegte er den neunten Platz in der Gesamtwertung. Beim Grand Prix de l’Humanité gewann er den Prolog und wurde Zweiter der Gesamtwertung hinter Jean-Pierre Boulard. Bei der DDR-Rundfahrt 1976 belegte er auf der 8. Etappe: Quer durch den Harz, 119 km, am 21. August 1976 – gleichzeitig als Harzrundfahrt gewertet – beim Sieg von Bernd Drogan nach Detlef Kletzin und Ladislav Ferebauer den vierten Platz vor Uwe Freese und in der Wertung des besten Bergfahrers (Grünes Trikot) nach Bernd Drogan, Juliusz Firkowski und Hans-Joachim Hartnick ebenfalls den vierten Platz vor Dietmar Käbisch. Šel startete für den Verein RH Plzeň.